# Plunkett i MacLeane
Plunkett i MacLeane  (títol original: Plunkett & Macleane) és una pel·lícula britànica dirigida per Jake Scott, estrenada el 1999. Ha estat doblada al català.

## Argument
L'any 1748, un aristòcrata endeutat, Macleane, coneix un bandit de nom de Will Plunkett. Enviats junts a la presó, Plunkett perseguit per l'inspector Chance i Macleane que es trobava allà per casualitat, formen un duo qui multiplica atracaments i conquestes femenines. Macleane és informat per les indiscrecions el seu amic aristòcrata lord Rochester i s'enamora de Lady Rebecca Gibson.
El duo, que arriba a ser famós, continua les seves activitats fins al dia que Macleane es torna menys vigilant pel seu amor per la bella dama. Chance, inspector sàdic i bel·licós que somnia fer penjar els dos còmplices, acaba per conèixer la identitat de Macleane i mata Lord Gibson, pare de Rebecca, fent acusar Macleane de l'homicidi. La forca està a punt per penjar aquest últim però Plunkett arriba a l'últim moment i ho salva. Amb l'ajuda de Rochester, el duo, al que s'uneix Rebecca, s'escapa pels embornals i marxa cap a Amèrica, i Plunkett mata Chance d'un tret de pistola.

## Repartiment
- Jonny Lee Miller: Macleane
- Robert Carlyle: Plunkett
- Liv Tyler: Lady Rebecca Gibson
- Ken Stott: Sort
- Alan Cumming: Lord Rochester
- Michael Gambon: Lord Gibson
- Tommy Flanagan: Eddie
- Iain Robertson: Bob
- Stephen Walters: Dennis
- James Thornton: Catchpole
- Terence Rigby: Harrison
- Christian Camargo: Lord Pelham
- Karel Polisensky: Sacerdot
- Neve McIntosh: Liz
- Matt Lucas: Sir Oswald
- David Walliams: Vescomte Bilston
- David Foxxe: Lord Ketch
- Noel Fielding: Brothel Gent

## Crítica
- "El fill de Ridley Scott debuta amb aquesta pel·lícula d'aventures passada per la batedora de la modernitat"[3]
- "Film sobre uns lladres en el Londres del segle xviii una mica rutinari, freturós de saba dramàtica"[4]